# Der Fluch – The Grudge 3
Der Fluch – The Grudge 3 ist ein US-amerikanischer übernatürlicher Horrorfilm aus dem Jahr 2009 unter der Regie von Toby Wilkins und dem Drehbuch von Brad Keene. Der Film ist die Fortsetzung von The Grudge 2 (2006) und der dritte Teil der amerikanischen The Grudge Filmreihe. In den Hauptrollen spielen Johanna Braddy, Gil McKinney, Emi Ikehata, Jadie Rose Robson, Beau Mirchoff und Shawnee Smith, mit einem besonderen Auftritt von Matthew Knight.
Im Gegensatz zu den vorangegangenen amerikanischen Filmen, die beide mit PG-13 eingestuft wurden, erhielt The Grudge 3 ein R-Rating aufgrund seiner blutigen, grafischen Gewalt, der Gore-Effekte und der Sprache. Der Film weist im Gegensatz zu seinen Vorgängern eine lineare Handlung auf, die eine nichtlineare Abfolge von Ereignissen für ihre jeweiligen Handlungen und Nebenhandlungen verwendeten.
The Grudge 3 wurde am 12. Mai 2009 von Sony Pictures Home Entertainment als Direct-to-Video-Produktion veröffentlicht, wobei in einigen Ländern andere Kinostarts stattfanden.

## Handlung
Nach den Ereignissen vom zweiten Film befindet sich Jake Kimble unter der Obhut von Dr. Sullivan in einer Anstalt. Nach mehreren Fluchtversuchen wird er in seinem Zimmer eingeschlossen und von Kayako angegriffen. Der Angriff wird von den Überwachungskameras aufgezeichnet, obwohl ihr Geist nicht zu sehen ist. Jake ist bereits tot, als Sullivan mit einem Sicherheitsbeamten eintrifft. Die Nachricht von dem Vorfall erreicht Tokio, Japan, als Kayakos jüngere Schwester Naoko, die von dem Spuk ihrer älteren Schwester weiß, nach Chicago, Illinois, USA, reist.
Das Wohnhaus, in dem Jake lebte, wird gerade renoviert. Von den wenigen verbliebenen Bewohnern erblicken einige Toshio. Mehrere Personen, die mit der verfluchten Wohnung in Verbindung stehen, beginnen zu sterben, darunter Renees stumme Tochter Brenda, Roses Babysitterin und Freundin der Familie Gretchen, Lisas Freund Andy und Max’ Chef Mr. Praski. Als Sullivan Jakes Tod untersucht, spricht er mit den Bewohnern und findet heraus, dass andere den kleinen Jungen gesehen haben, von dem Jake gesprochen hat. Sullivan geht den Informationen weiter nach und wird von Kayako getötet.
Naoko zieht ein, während die Geister von Kayako und Toshio verschiedene Bewohner und alle, die mit ihnen in Verbindung stehen, töten. Sie erzählt der Familie des Vermieters, dass der Fluch nun in der Wohnung wohnt, und versucht, sie davon zu überzeugen, an einem Exorzismus teilzunehmen. Die Schwester des Vermieters, Lisa, weigert sich, mitzumachen, überlegt es sich aber anders, als ihr klar wird, dass ihr Bruder Max vom Geist von Takeo besessen ist und die Quelle des Fluchs ist. Naoko warnt, dass die Zeremonie nicht unterbrochen werden darf und sagt Lisa und Max’ Schwester Rose, dass sie Kayakos Blut trinken muss. Lisa weigert sich. Der besessene Max durchschaut Naokos Versuche und tötet sie. Lisa wird von Kayako gejagt, bis der krächzende onryō Lisa töten will und Rose Kayakos Blut trinkt, wodurch ihr Fluch verschwindet.
Max, der nach Kayakos Verbannung von Takeos böser Besessenheit befreit wurde, starrt entsetzt auf die Leiche von Naoko, aber ihr Mord hat einen neuen Fluch ausgelöst. Naokos Geist greift ihn an und tötet ihn. Der Film endet damit, dass Kayako gezeigt wird, dass sie von Rose besessen ist.

## Produktion

### Entwicklung
Während der Postproduktion von The Grudge 2 sprach Takashi Shimizu über die Idee, eine weitere Fortsetzung zu entwickeln, und sagte: "Bei der Drehbuchbesprechung haben wir keine guten Ideen gehabt, und uns ist nichts Interessantes eingefallen, um den Fluch aufzuhalten. Aber wer weiß, vielleicht kann etwas in The Grudge 3 aufgehalten werden."

### Vorproduktion
Auf der 2006 Comic Con gab Sony offiziell die Pläne für eine Fortsetzung bekannt. Shimizu verriet, dass ihm angeboten wurde, die Fortsetzung als Regisseur zu drehen, er aber stattdessen die Rolle des Produzenten übernahm.

### Besetzung
Der Film veröffentlichte einen Casting-Aufruf für neue Schauspieler, die Kayako und Toshio spielen sollten, da Takako Fuji (Kayako) und Ohga Tanaka (Toshio) die Gelegenheit ausschlugen. Shawnee Smith wurde für den Film gecastet. Emiko Koizumi sprach für die Rolle der Naoki vor (wie sie ursprünglich im Drehbuch hieß, bevor sie Naoko genannt wurde), wurde aber von Emi Ikehata geschlagen, die in ihrem ersten großen Kinofilm mitspielte, nachdem sie nur in Studentenfilmen und im japanischen Fernsehen mitgewirkt hatte.

### Dreharbeiten
Die Hauptaufnahmen begannen im Frühjahr 2008 und endeten im selben Monat in Sofia, Bulgarien.

## Veröffentlichung

### Kinoveröffentlichung
Obwohl der Film in den USA direkt auf Video veröffentlicht wurde, erhielt er international einen Kinostart und spielte insgesamt 1,9 Millionen Dollar ein.

### Videoveröffentlichung
Die DVD-Veröffentlichung war ursprünglich für den 24. März 2009 geplant, wurde aber aufgrund der Blu-ray-Veröffentlichung des ersten Films auf den 12. Mai 2009 verschoben. Sie wurde im anamorphen Breitbildformat 1,85:1 mit einer englischen Dolby Digital 5.1-Surround-Spur veröffentlicht. Es sind zwei Featurettes enthalten: "Tokyagoaria" dokumentiert, wie der bulgarische Drehort so gestaltet wurde, dass er wie Tokio und Chicago aussieht, und "The Curse Continues" zeigt, wie der Film an die beiden vorherigen anknüpft. Drei gelöschte Szenen sind ebenfalls enthalten.
Eine Blu-ray-Version des Films ist in den USA noch nicht veröffentlicht worden. Eine im Vereinigten Königreich wurde am 1. Juni 2009 veröffentlicht.
Der Film spielte 5 Millionen Dollar ein.

## Rezeption
„In die USA transferierte Fortsetzung des japanischen Geisterfilms, die nahtlos an den Vorgänger anschließt, ohne dessen Spannung und Dichte zu erreichen. Ohne die Kenntnis beider Vorgängerfilme bleibt zudem eher Verständnislosigkeit.“

Bloody Disgusting bewertete den Film mit zweieinhalb Totenköpfen, empfand ihn als glanzlos und sagte: "The Grudge 3 zu sehen ist, als würde man die Nachfolgemarke seines Lieblingsmüsli essen, man kann versuchen, sich den ganzen Tag einzureden, dass sie genauso gut ist wie die echte, aber tief im Inneren weiß man, dass sie anders schmeckt.
Comingsoon.net fand den Film "langweilig" und beschwerte sich, dass selbst das Ende keine Antworten bot.Cinefantastique Online kritisierte den Film und nannte ihn "eine so düstere, geistlose Angelegenheit, dass er fast so aussieht, als sei er absichtlich so konzipiert, um das enttäuschende THE GRUDGE 2 im Vergleich gut aussehen zu lassen.

## Sequel
Ein neuer Teil mit dem einfachen Titel The Grudge wurde von Nicolas Pesce inszeniert. Ursprünglich als Reboot angekündigt, ist der Film ein Sidequel, das während und nach den Ereignissen der ersten drei The Grudge-Filme spielt. Andrea Riseborough spielt in dem Film eine junge Mutter und Detektivin namens Muldoon. Der Film kam am 3. Januar 2020 in die Kinos und zeigt die Charaktere Kayako und Toshio in Cameo-Auftritten.